# Stigmaphyllon angulosum
Stigmaphyllon angulosum är en tvåhjärtbladig växtart som först beskrevs av Carl von Linné, och fick sitt nu gällande namn av Adrien Henri Laurent de Jussieu. Stigmaphyllon angulosum ingår i släktet Stigmaphyllon och familjen Malpighiaceae. Inga underarter finns listade i Catalogue of Life.